# Riad (nome)
Riad (in alfabeto arabo: رياض) è un nome proprio di persona arabo maschile.

## Varianti
- Maschili: رياض (Riaz)[1]
- Femminili: روضة (Rawda)[2]

### Varianti in altre lingue
- Turco, femminile: Ravza[2]

## Origine e diffusione
Riprende il plurale del termine arabo روضة (rawdah, "prato", "giardino"), e vuol dire quindi "prati", "giardini"; è quindi simile, per significato, al nome Otar.

## Persone
- Riad Bajić, calciatore bosniaco

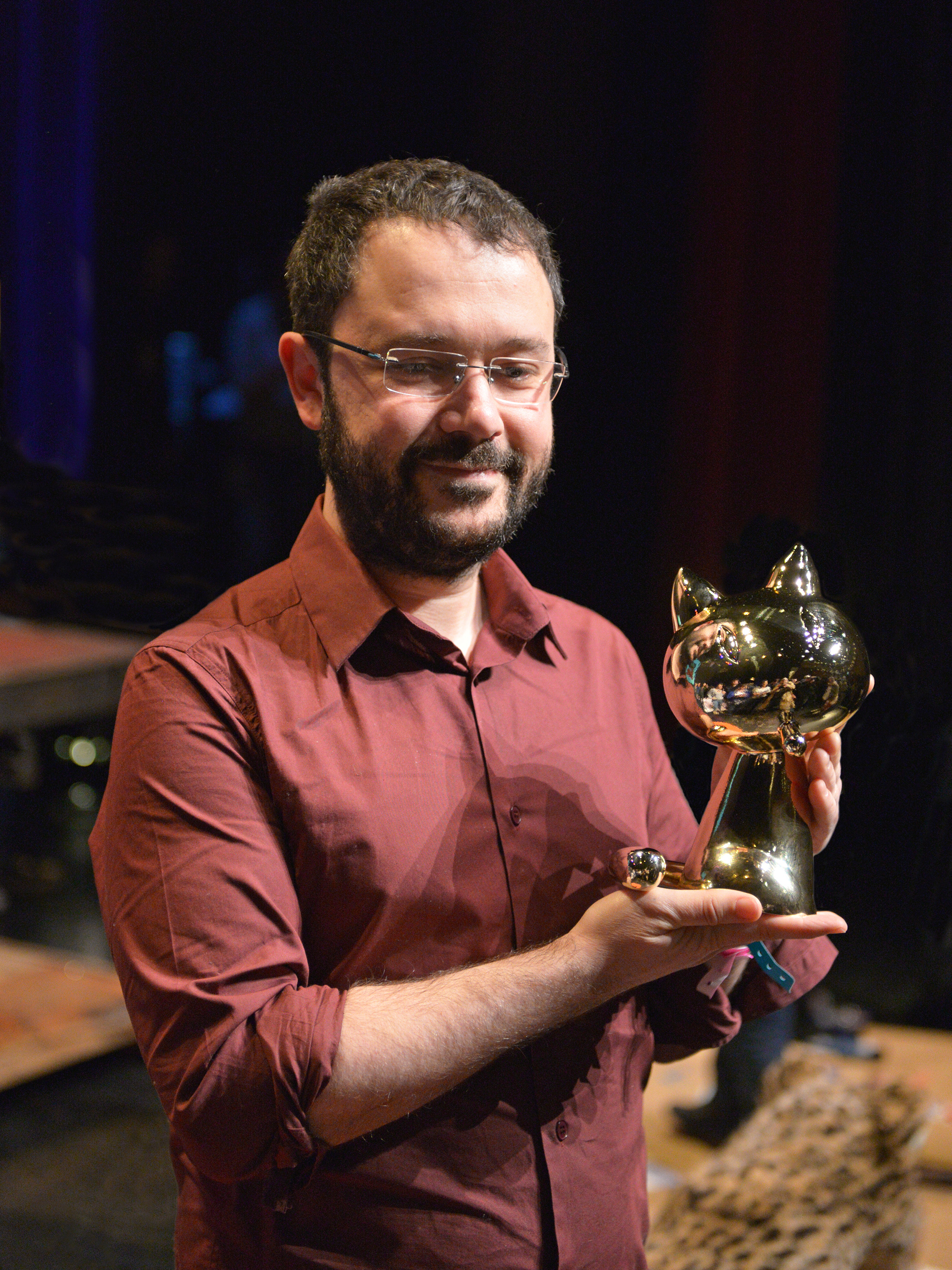
Riad Sattouf

- Riad Beyrouti, pittore e scultore siriano
- Riad Garcia, pallavolista brasiliano
- Riad Ismat, politico, diplomatico e critico letterario siriano
- Riad Nouri, calciatore francese
- Riad Sattouf, fumettista e regista francese

### Variante Riaz
- Riaz Ahmed Gohar Shahi, religioso e scrittore pakistano